# Division (Bangladesch)
Die Gebietsverwaltung Bangladeschs ist in acht große Verwaltungseinheiten, genannt Divisionen, gegliedert.
Sie sind alle nach ihren jeweiligen Hauptstädten benannt.
| Lage | Division             | Bengalisch                              | Hauptstadt  | Fläche      | Einwohner (2011) |
| ---- | -------------------- | --------------------------------------- | ----------- | ----------- | ---------------- |
|      | Division Barishal    | বরিশাল বিভাগ Bariśāl bibhāg                 | Barishal    | 13.225 km²  | 08,326 Mio.      |
|      | Division Chittagong  | চট্টগ্রাম বিভাগ Caṭṭagrām bibhāg             | Chittagong  | 33.909 km²  | 28,423 Mio.      |
|      | Division Dhaka       | ঢাকা বিভাগ Ḍhākā bibhāg                     | Dhaka       | 20.594 km²  | 36,054 Mio.      |
|      | Division Khulna      | খুলনা বিভাগ Khulnā bibhāg                   | Khulna      | 22.284 km²  | 15,688 Mio.      |
|      | Division Maimansingh | ময়মনসিংহ বিভাগ Maẏamanasiṃh bibhāg          | Maimansingh | 10.584 km²  | 11,370 Mio.      |
|      | Division Rajshahi    | রাজশাহী বিভাগ Rājśāhī bibhāg                 | Rajshahi    | 18.153 km²  | 18,485 Mio.      |
|      | Division Rangpur     | রংপুর বিভাগ Raṃpur bibhāg                   | Rangpur     | 16.185 km²  | 15,788 Mio.      |
|      | Division Sylhet      | সিলেট বিভাগ Sileṭ bibhāg                    | Sylhet      | 12.635 km²  | 09,910 Mio.      |
|      | Bangladesch          | গণপ্রজাতন্ত্রী বাংলাদেশ Gaṇaprajātantrī Bāṃlādeś | Dhaka       | 147.570 km² | 149,772 Mio.     |

Die Divisionen unterteilen sich in insgesamt 64 Distrikte als hierarchisch untergeordnete Verwaltungseinheiten.

## Geschichte
Nach der Unabhängigkeit 1971 bestanden zunächst die vier Divisionen Dacca (ab 1983 Dhaka), Chittagong, Khulna und Rajshahi. Im Jahr 1993 wurde die Division Barishal als 5. Division durch Abtrennung von Khulna neu gebildet. 1995 wurde Sylhet als 6. Division von Chittagong abgetrennt. 2010 wurde die Division Rangpur aus Teilen von Rajshahi gebildet. Im Jahr 2015 wurde Maimansingh aus Teilen von Dhaka neu formiert. Gleichzeitig kündigte die bangladeschische Regierung an, dass noch zwei weitere neue Divisionen gebildet werden sollen, und zwar Faridpur aus Teilen von Dhaka und Kumilla aus Teilen von Chittagong.

Vier Divisionen 1971–1993
Fünf Divisionen 1993–1995
Sechs Divisionen 1995–2010
Sieben Divisionen 2010–2015